# Плави честарац
Плави честарац (Limenitis reducta) је дневни лептир из породице шаренаца (Nymphalidae).

## Изглед
Распон крила износи 34–52 mm. Са горње стране се од сродних врста разликује по плавичастом одсјају, а са доње има само један ред црних тачака.

## Распрострањење
У Европи ова врста не живи у Бенелуксу, на Британским острвима, у Скандинавији, Пољској, Молдавији и Украјини. Распрострањење у Србији је приказано мапом са десне стране.

## Биологија
Најчешће се налази у ретким шумама и на пропланцима. Одрасле јединке лете од маја до септембра.
Гусеница се храни орловим ноктима и пасјим грожђем (Lonicera spp.).

## Галерија
- одозго
- одоздо